# Noroy-sur-Ourcq

Noroy-sur-Ourcq este o comună în departamentul Ain, Franța. În 1 ianuarie 2022 avea o populație de 126 de locuitori.